# Йейнболл, Теодор Виллем (1866—1948)
Теодор Виллем Йейнболл (нидерл. Theodoor Willem Juynboll; 1866—1948) — нидерландский востоковед, сын Абрахама Виллема Теодора Йейнболла.

## Биография
Родился 11 марта 1866 года. Изучал исламское право и семитские языки в Лейденском университете. Арабский язык изучал у известного востоковеда Михаэла Ян де Гуе. В 1893 году он стал доктором права, защитив диссертацию об источниках взглядов шафиитского мазхаба на предмет залога и их влияние на дальневосточные колонии Нидерландов. В 1894 году получил докторскую степень в области семитских языков. В 1896 году отправился в Маланг на острове Ява в качестве колониального офицера, отвечающего за юридические вопросы, но через три года вернулся из-за плохого здоровья. В 1903 году был назначен заведующим отделом восточных рукописей библиотеки Лейденского университета. В дополнение к этой обязанности в период с 1910 по 1918 год он читал лекции по исламскому праву и традиционному праву коренных народов в голландских колониях в Гаагской военной академии. В 1914 году был принят в члены Королевской академии наук и искусств Нидерландов. В 1917 году был назначен преподавателем кафедры иврита и древнего иудаизма Утрехтского университета, заменив Мартина Теодора Хоутсму. С 1928 года читал лекции по исламскому праву студентам, которым предстояло работать в голландских колониях. Умер 8 сентября 1948 года.